# Pukňov
Pukňov je malá vesnice, část obce Lety v okrese Písek v Jihočeském kraji. Nachází se asi čtyři kilometry severovýchodně od Letů. Je zde evidováno 14 adres. V roce 2011 zde trvale žili dva obyvatelé.
Pukňov leží v katastrálním území Šerkov o výměře 5,75 km².

## Historie
První písemná zmínka o vesnici pochází z roku 1543.

## Obyvatelstvo
| Rok            | 1869 | 1880 | 1890 | 1900 | 1910 | 1921 | 1930 | 1950 | 1961 | 1970 | 1980 | 1991 | 2001 | 2011 | 2021 |
| -------------- | ---- | ---- | ---- | ---- | ---- | ---- | ---- | ---- | ---- | ---- | ---- | ---- | ---- | ---- | ---- |
| Počet obyvatel | 68   | 61   | 63   | 56   | 53   | 56   | 52   | 24   | 31   | 29   | 14   | 9    | 8    | 2    | 5    |
| Počet domů     | 10   | 10   | 10   | 10   | 9    | 9    | 9    | 8    | 8    | 7    | 5    | 7    | 7    | 7    | 4    |

## Obecní správa
Při sčítání lidu v letech 1850–1929 Pukňov byl osadou obce Kožlí v okrese Písek. V letech 1930–1962 byl osadou obce Šerkov v okrese Písek. Od roku 1963 je částí obce Lety v okrese Písek.

## Pamětihodnosti
- Ve vesnici se nachází zvonice (dvoják).

## Galerie

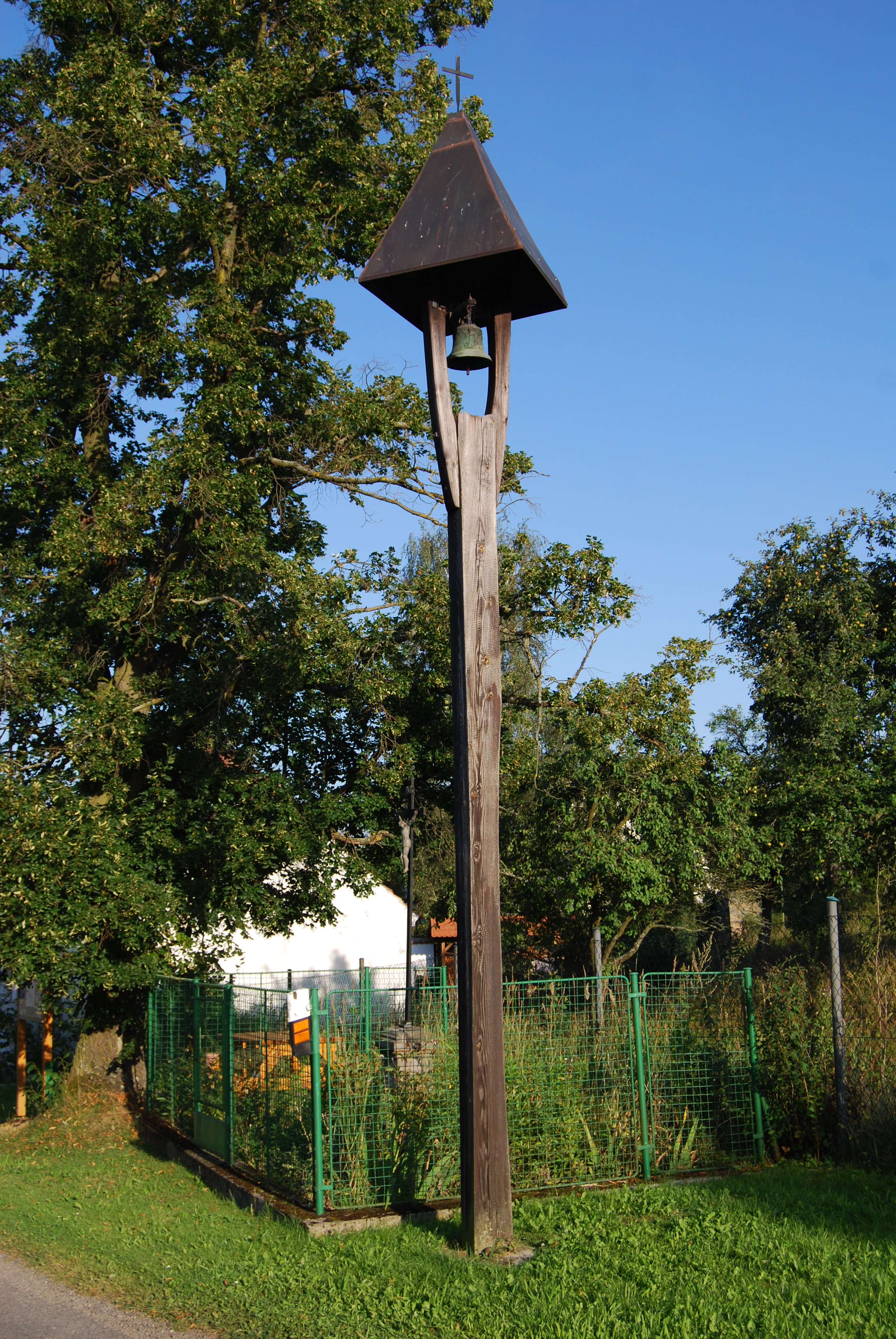
Zvonička ve vesnici
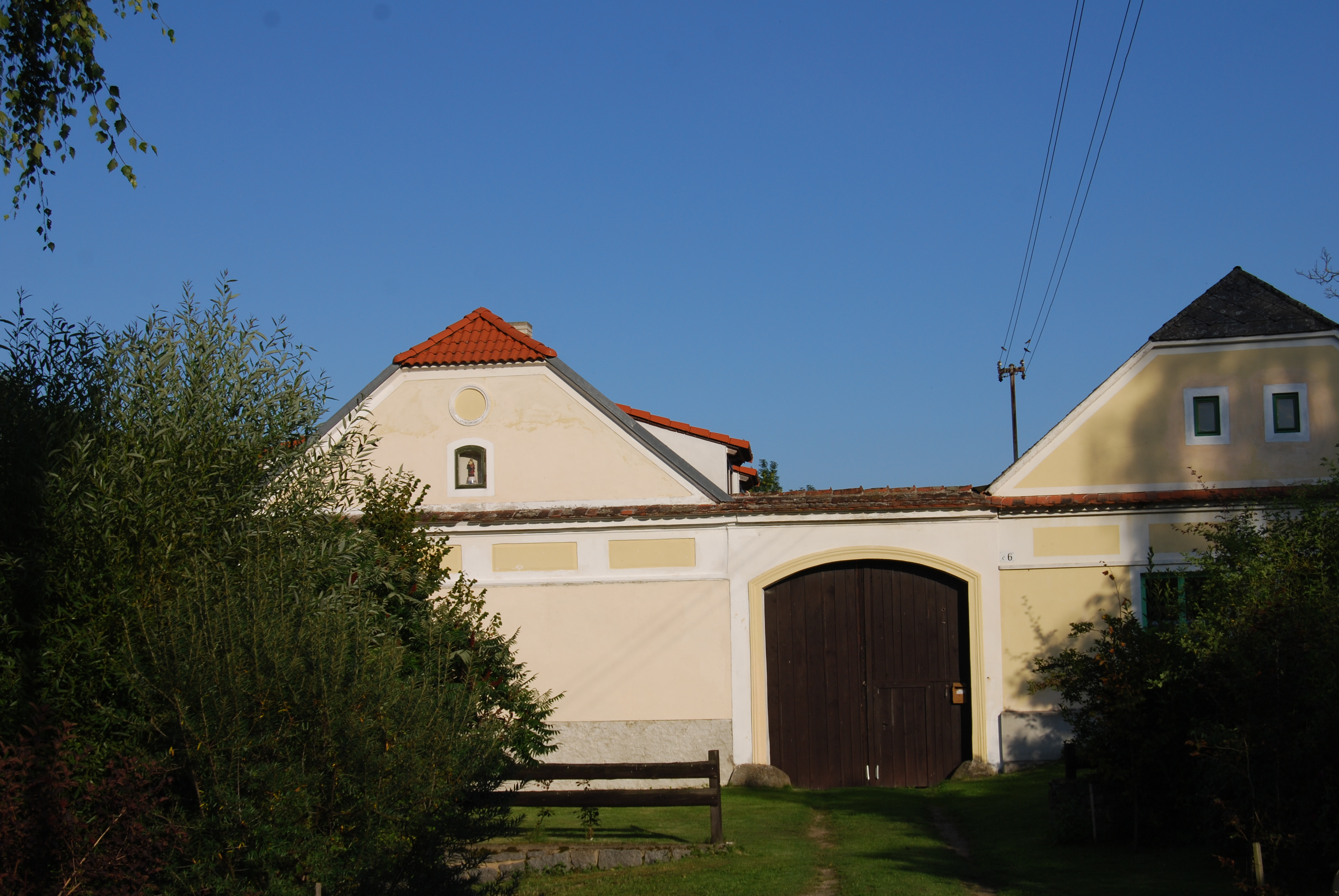
Usedlost čp. 6
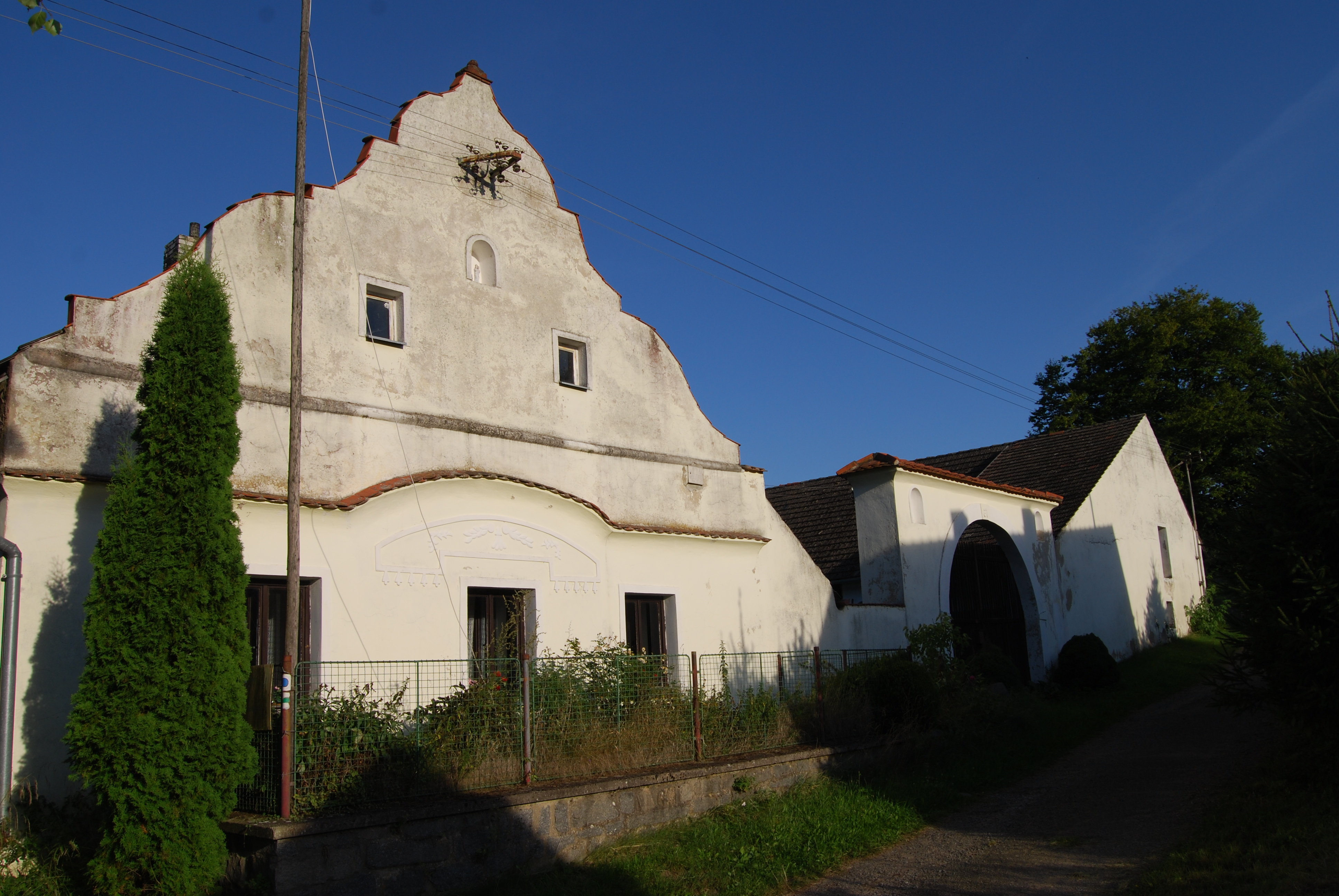
Usedlost ve vsi